# NGC 5765B
NGC 5765B (другие обозначения — UGC 9554, MCG 1-38-4, KCPG 437A, PGC 53011) — спиральная галактика (Sc) в созвездии Дева.
Этот объект не входит в число перечисленных в оригинальной редакции «Нового общего каталога» и был добавлен позднее.